# FK Lisne
FK Lisne (ukr. Футбольний клуб «Лісне», Futbolnyj Kłub "Lisne") – ukraiński klub piłkarski z siedzibą we wsi Lisne rejonu buczańskiego, w obwodzie kijowskim, grający od sezonu 2025/26 w Druhiej-lidze.

## Historia
Chronologia nazw:
- 2023: FK Lisne (ukr. ФК «Лісне» (Лісне))

Klub piłkarski FK Lisne został założony w miejscowości Lisne w 2023 roku w ramach projektu rozwoju piłki nożnej dziecięcej i młodzieżowej w obwodzie kijowskim. Już na początku istnienia klub postanowił występować w rozgrywkach zawodowych.
W sezonie 2023/24 zespół startował w wyższej lidze mistrzostw obwodu kijowskiego, zdobywając tytuł wicemistrzowski.
W sezonie 2024/25 zespół debiutował w amatorskich mistrzostwach Ukrainy, w których w ćwierćfinale przegrał w dwumeczu 1:3 i 1:2 z klubem Rebel Kijów. Również dotarł do 1/8 finału Pucharu Ukrainy wśród amatorów.
Latem 2025 roku klub zgłosił się do rozgrywek Druhiej Lihi i otrzymał status profesjonalny.

## Barwy klubowe, strój, herb, hymn
|  |  |

Klub ma barwy biało-czarne. Piłkarze domowe spotkania zazwyczaj grają w białych koszulkach, białych spodenkach oraz białych getrach.

## Sukcesy

### Trofea międzynarodowe
Do chwili obecnej klub jeszcze nigdy nie zakwalifikował się do rozgrywek europejskich.

### Trofea krajowe
| \| \| Zdobyte trofea w rozgrywkach Ukrainy (stan na: 31-05-2025) \| |                                                            |      |          |
| Rozgrywki                                                           | Osiągnięcie                                                | Razy | Sezon(y) |
| · Mistrzostwo                                                       | I miejsce                                                  | 0    |          |
| · Mistrzostwo                                                       | II miejsce                                                 | 0    |          |
| · Mistrzostwo                                                       | III miejsce                                                | 0    |          |
| Puchar                                                              | zdobywca                                                   | 0    |          |
| Puchar                                                              | finalista                                                  | 0    |          |
| Puchar                                                              | 1/? finału                                                 | 1    | 2025/26  |
| II liga                                                             | I miejsce                                                  | 0    |          |
| II liga                                                             | II miejsce                                                 | 0    |          |
| II liga                                                             | III miejsce                                                | 0    |          |
| Ukraina                                                             | Zdobyte trofea w rozgrywkach Ukrainy (stan na: 31-05-2025) |      |          |

- Druha liha (D3):
  - ?.miejsce (1x): 2025/26

- Mistrzostwa obwodu kijowskiego (Wyższa liga) (D5):
  - wicemistrz (1x): 2023/24

- Memoriał Ołeha Makarowa:
  - zdobywca (1x): 2025

## Poszczególne sezony

### Rozgrywki międzynarodowe

#### Europejskie puchary
Nie uczestniczył w rozgrywkach europejskich.

### Rozgrywki krajowe
| \| Ukraina \| Bilans występów klubu w rozgrywkach piłkarskich Ukrainy (Stan na 31 maja 2025 r.) \| \| |                                                                                   |        |       |   |   |   |    |    |     |            |        |        |       |
| Poziom                                                                                                | Rozgrywki                                                                         | Sezony | Mecze | Z | R | P | B+ | B– | Pkt | Lata       | Awanse | Spadki | Naj.  |
| I | Wyszcza liha / Premier-liha                                                       | 0      |       |   |   |   |    |    |     |            | 0      | 0      |       |
| II | Persza liha                                                                       | 0      |       |   |   |   |    |    |     |            |        |        |       |
| III                                                                                                   | Druha liha                                                                        | 1      |       |   |   |   |    |    |     | od 2025/26 | 0      | 0      | ?     |
| IV | Amatorska liha                                                                    | 1      |       |   |   |   |    |    |     | 2024/25    | 1      | 0      | 1/4 f |
| | Puchar Ukrainy                                                                    | 1      |       |   |   |   |    |    |     | od 2025/26 | 0      | 0      | 1/?   |
| Ukraina                                                                                               | Bilans występów klubu w rozgrywkach piłkarskich Ukrainy (Stan na 31 maja 2025 r.) |        |       |   |   |   |    |    |     |            |        |        |       |

## Piłkarze, trenerzy, prezydenci i właściciele klubu

### Piłkarze

#### Aktualny skład zespołu
Stan na 31 lipca 2025.
| Nr | Poz. | Piłkarz            |
| -- | ---- | ------------------ |
| 1  | BR   | Pawło Krawcow      |
| 2  | PO   | Artur Kuprij       |
| 3  | NA   | Dmytro Hryszczenko |
| 4  | OB   | Ihor Sołdat        |
| 5  | PO   | Ołeh Jankowski     |
| 7  | OB   | Władysław Ohiria   |
| 8  | PO   | Wołodymyr Kowal    |
| 9  | NA   | Nazar Wołoszyn     |
| 10 | PO   | Jewhen Morozenko   |
| 11 | NA   | Serhij Szestakow   |
| 13 | PO   | Illa Kowałenko     |

| Nr | Poz. | Piłkarz                 |
| -- | ---- | ----------------------- |
| 14 | NA   | Kostiantyn Bezjazycznyj |
| 16 | PO   | Maksym Kuba             |
| 18 | PO   | Jarosław Dobrochotow    |
| 19 | PO   | Denys Harmasz           |
| 20 | NA   | Ołeh Łyha               |
| 22 | PO   | Edward Kobak            |
| 23 | PO   | Ołeksandr Nasonow       |
| 24 | BR   | Władysław Zakorski      |
| 25 | PO   | Andriej Wasianowicz     |
| 33 | PO   | Artem Kozłow            |
|    | NA   | Jehor Korsun            |

### Trenerzy
- 01.07.2023–08.05.2025:  Ołeksandr Rozhon
- 08.05.2025–08.07.2025:  Denys Skepski
- od 09.07.2025:  Ołeksandr Riabokoń

### Prezydenci
- 2023–2024:  Jurij Hirniak
- od 2025:  Wiktor Zelinski

## Struktura klubu

### Stadion
Drużyna rozgrywa swoje mecze domowe w Buzowej na Buzowa-Arena, który może pomieścić 200 widzów.

## Kibice i rywalizacja z innymi klubami

### Derby
- Czajka Petropawliwśka Borszczahiwka
- Mrija Hostomel
- Sokił Mychajliwka-Rubeżiwka